# Prasio
El prasio (también conocido como prasiolita, cuarzo verde, amatista verde o vermarina) es una variedad verde del cuarzo, un mineral silicatado químicamente dióxido de silicio .
Desde 1950, casi todo el prasio natural proviene de una pequeña mina brasileña, pero también se ha extraído en la Baja Silesia en Polonia. También se ha encontrado en el área de Thunder Bay, en Canadá. A fecha de febrero de 2019, la única mina que produce prasiolita está en Brasil, pero está casi agotada.
La mayor parte del prasio que se vende se utiliza en joyería, donde puede sustituir a piedras preciosas mucho más caras.
Es una piedra rara en la naturaleza; la prasiolita producida artificialmente es amatista tratada térmicamente. La mayoría de las amatistas se vuelven amarillas o anaranjadas cuando se calientan produciendo citrino, pero algunas amatistas se vuelven verdes. Actualmente, casi toda el prasio en el mercado es el resultado de una combinación de tratamiento térmico y radiación ionizante.
El cuarzo verde a veces se llama incorrectamente amatista verde, que no es un nombre aceptable para el material, siendo la terminología adecuada prasio. Va en contra de las Directrices de la Comisión Federal de Comercio llamarla "amatista verde". Otros nombres para el cuarzo verde son vermarina, amatista verde o citrino lima.
La palabra prasiolita significa literalmente " piedra de color verde cebolleta " y se deriva del griego πράσον prason que significa " puerro " y λίθος lithos que significa "piedra". El mineral recibió su nombre debido a su apariencia de color verde.
La prasiolita natural es de un verde translúcido muy claro. El cuarzo verde más oscuro es generalmente el resultado de un tratamiento artificial.